# TV Patín
Tv Patín fue un canal de televisión infantil Ecuatoriano, con sede en la ciudad de Guayaquil y con su repetidora en Quito. La televisora funcionaba en señal abierta en el Canal 24 UHF para Guayaquil y en el Canal 46 UHF para Quito. Emitía su programación de lunes a domingo de 7h00 a 22h00. El canal fue fundado a finales de 1996 por los propietarios de Radio Patín, emisora que transmitía en 97.3 FM en Guayaquil.
Entre los programas emitidos por la televisora constaban dibujos animados, animes japoneses de los años 70, 80 y 90, series infantiles y juveniles, películas animadas, cuentos, videoclips musicales infantiles, videoclips musicales de moda para la juventud, programas de concursos y demás.

## Programación
- Mazinger Z
- Centella
- Festival de los Robots
- Capitán Futuro
- La Calle de las Estrellas
- Baby Boom
- Robotrabajadores
- La Máquina del Tiempo
- El Súper Libro
- El show del Topo Gigio
- ¿Le temes a la Oscuridad?
- Los cuentos de la Cripta
- Xiomi en América
- Sabrina y sus amigos
- Ana, la Niña de la Pradera
- Kamui, el Ninja Desertor
- Mako, la sirena enamorada
- Conan, el niño del futuro
- Baby Follies